# Сезон жіночої збірної України з волейболу 2005
У 2005 році збірна України брала участь у відбірковому турнірі на чемпіонат світу. У червні відбувся другий етап змагань. Українки у групі Е були сильнішими від команд Греції, Франції і Білорусі. Ігри проходили в Афінах.
На третьому етапі матчі групи Н проходили в Анкарі. Збірні Нідерландів і Туреччини здобули путівки на світову першість, а українки — право участі в серії плейоф за останнє місце від Європейської конфедерації волейболу. У Варні кращий результат показали польські спортсменки.

## Другий етап
| Дата      | Час   |          | Рахунок |         | Сет 1 | Сет 2 | Сет 3 | Сет 4 | Сет 5 | Всього | Звіт  |
| --------- | ----- | -------- | ------- | ------- | ----- | ----- | ----- | ----- | ----- | ------ | ----- |
| 10 червня | 18:00 | Україна  | 3–0     | Франція | 25–19 | 25–17 | 25–11 |       |       | 75–47  | [ 1 ] |
| 11 червня | 21:00 | Україна  | 3–0     | Греція  | 25–15 | 25–8  | 25–19 |       |       | 75–42  | [ 2 ] |
| 12 червня | 18:00 | Білорусь | 0–3     | Україна | 13–25 | 16–25 | 23–25 |       |       | 52–75  | [ 3 ] |

1. Україна
2. Греція
3. Франція
4. Білорусь

## Третій етап
| Дата      | Час   |           | Рахунок |            | Сет 1 | Сет 2 | Сет 3 | Сет 4 | Сет 5 | Всього  | Звіт  |
| --------- | ----- | --------- | ------- | ---------- | ----- | ----- | ----- | ----- | ----- | ------- | ----- |
| 05 серпня | 16:30 | Україна   | 1–3     | Нідерланди | 24–26 | 17–25 | 25–17 | 21–25 |       | 87–93   | [ 4 ] |
| 06 серпня | 19:00 | Туреччина | 3–2     | Україна    | 26–24 | 17–25 | 21–25 | 25–15 | 15–10 | 104–99  | [ 5 ] |
| 07 серпня | 16:30 | Україна   | 3–2     | Бельгія    | 25–27 | 22–25 | 25–23 | 37–35 | 17–15 | 126–125 | [ 6 ] |

1. Нідерланди
2. Туреччина
3. Україна
4. Бельгія

## Плейоф
| Дата      | Час   |         | Рахунок |          | Сет 1 | Сет 2 | Сет 3 | Сет 4 | Сет 5 | Всього  | Звіт  |
| --------- | ----- | ------- | ------- | -------- | ----- | ----- | ----- | ----- | ----- | ------- | ----- |
| 19 серпня | 20:30 | Україна | 2–3     | Болгарія | 17–25 | 25–27 | 30–28 | 25–18 | 9–15  | 106–113 | [ 7 ] |
| 20 серпня | 15:30 | Польща  | 3–0     | Україна  | 25–17 | 25–14 | 25–15 |       |       | 75–46   | [ 8 ] |

1. Польща
2. Болгарія
3. Україна

## Склад
| N° | Волейболістка        | Позиція               | Ігри | Сети | Очки | Ср.  | Примітки |
| -- | -------------------- | --------------------- | ---- | ---- | ---- | ---- | -------- |
| 1  | Юлія Богмацер        | пасуючий              | 4    | 13   | 2    | 0,15 |          |
| 3  | Ганна Цокур          | догравальний          | 7    | 23   | 107  | 4,65 |          |
| 4  | Євгенія Душкевич     | центральний блокуючий | 8    | 31   | 74   | 2,39 |          |
| 5  | Світлана Оболонська  | ліберо                | 1    | 3    | 0    | 0    |          |
| 6  | Ольга Савенчук       | догравальний          | 6    | 23   | 58   | 2,52 |          |
| 7  | Ірина Жукова         | пасуючий              | 3    | 9    | 10   | 1,11 |          |
| 9  | Олена Оніпко         | діагональний          | 8    | 31   | 80   | 2,58 |          |
| 10 | Ірина Комісарова     | пасуючий              | 3    | 7    | 1    | 0,14 |          |
| 11 | Антоніна Кривобогова | діагональний          | 6    | 23   | 83   | 3,61 |          |
| 13 | Марина Манюк         | центральний блокуючий | 4    | 9    | 2    | 0,22 |          |
| 14 | Олександра Фоміна    | ліберо                | 8    | 31   | 0    | 0    |          |
| 5  | Дар'я Чміль          | пасуючий              | 2    | 6    | 6    | 1    |          |
| 16 | Ольга Дробишевська   | діагональний          | 5    | 15   | 36   | 2,4  |          |
| 17 | Олеся Рихлюк         | діагональний          | 2    | 8    | 17   | 2,13 |          |
| 18 | Ольга Петрашко       | центральний блокуючий | 4    | 12   | 19   | 1,58 |          |